# نيك كينيدي
نيك كينيدي (بالإنجليزية: Nick Kennedy)‏ هو لاعب اتحاد الرغبي بريطاني، ولد في 19 أغسطس 1981 في ساوثهامبتون في المملكة المتحدة.

## وصلات خارجية
- نيك كينيدي على موقع دوري الرغبي الممتاز (الإنجليزية)
- نيك كينيدي عل موقع إسبنسكروم (الإنجليزية)
- نيك كينيدي على موقع ItsRugby.co.uk (الإنجليزية)